# Orzeł z gór
Orzeł z gór (tytuł oryg. The Mountain Eagle) – brytyjsko-niemiecki niemy dreszczowiec melodramatyczny z 1927 w reżyserii Alfreda Hitchcocka. Został zrealizowany na podstawie scenariusza Eliota Stannarda, który opracował go w oparciu o historię Fear o’ God autorstwa Charlesa Lapwortha. Akcja filmu rozgrywa się w małej górskiej wiosce w stanie Kentucky. J.P. Pettigrew (Bernhard Goetzke) zakochuje się bez wzajemności w nauczycielce Beatrice (Nita Naldi). Gdy kobieta odrzuca jego uczucia, mężczyzna postanawia się zemścić, rozpowszechniając fałszywe informacje na temat jej stylu życia. Dręczona przez miejscową społeczność Beatrice, zostaje zmuszona do ucieczki w góry, gdzie otrzymuje pomoc od prowadzącego samotny tryb życia Johna „Fear o’ God” Fultona (Malcolm Keen).
Film otrzymał negatywne opinie ze strony producentów studia, wskutek czego jego oficjalna premiera odbyła się dopiero po sukcesie komercyjnym Lokatora w maju 1927. Nieprzychylne oceny prasowe, a także opinie krytyków spowodowały, że Hitchcock wielokrotnie wyrażał ulgę z powodu zaginięcia wszystkich kopii filmu, który uważał za „bardzo zły”. Zachowały się jedynie pojedyncze fotosy, recenzje i streszczenie. Mimo upływu dekad, Orzeł z gór jest wciąż poszukiwany, m.in. przez Brytyjski Instytut Filmowy (BFI).

## Fabuła

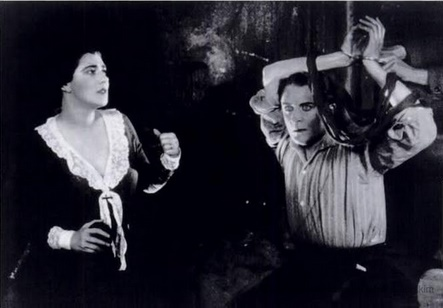
Odtwórcy głównych ról: Nita Naldi i Malcolm Keen w scenie z filmu

Beatrice (Nita Naldi) jest nauczycielką w górskiej wiosce w stanie Kentucky. Pewnego dnia naraża się ona na wrogość ze strony J.P. Pettigrewa (Bernhard Goetzke), miejscowego sędziego pokoju i właściciela sklepu, który uważa, że kobieta zachęca do zalotów jego niepełnosprawnego syna Edwarda (John F. Hamilton), uczęszczającego na wieczorowe nauczanie. Pierwotnie antagonistycznie nastawiony do Beatrice, J.P. Pettigrew z biegiem czasu zakochuje się w niej. Gdy odrzuca ona jego uczucia, czując się rozgoryczonym, zaczyna głośno rozpowiadać o jej swawolnym trybie życia. Rozgniewana społeczność doprowadza kobietę do ucieczki w góry. Tam zostaje uratowana przez tajemniczego mężczyznę Johna „Fear o’ God” Fultona (Malcolm Keen), prowadzącego samotny tryb życia. Zabiera on nauczycielkę do swojej górskiej chaty.
Aby uspokoić lokalną społeczność oraz fałszywe oskarżenia wokół własnej osoby, Beatrice wychodzi za mąż za Fultona. Zapewnia ją, że da jej rozwód kiedy tylko zechce, lecz kobieta jest zadowolona z takiego obrotu spraw i wkrótce zakochuje się w nim naprawdę. Pettigrew, nie mogąc się z tym pogodzić, opracowuje intrygę. Gdy jego syn znika, Fulton zostaje oskarżony o uprowadzenie. Osądzony trafia do więzienia, z którego ucieka po roku. Razem z żoną i nowo narodzonym dzieckiem szuka schronienia w górach. Gdy dziecko Beatrice i Fultona zaczyna chorować, zdesperowany mężczyzna udaje się do lekarza w wiosce. Na miejscu spotyka Pettigrewa, z którym wdaje się w bójkę. Nagły powrót Edwarda, syna sędziego, kończy spór między skonfliktowanymi mężczyznami.

## Obsada
Opracowano na podstawie materiału źródłowego:
- Nita Naldi – Beatrice, nauczycielka
- Bernhard Goetzke – J.P. Pettigrew, sędzia pokoju i właściciel sklepu
- John F. Hamilton – Edward Pettigrew, niepełnosprawny syn J.P.
- Malcolm Keen – John „Fear o’ God” Fulton, samotnik mieszkający w górach
- Ferdinand Martini

## Produkcja

### Scenariusz i przygotowania
Po umiarkowanych recenzjach prasowych zebranych za debiutancki film kryminalny Ogród rozkoszy (1925), scenariusz do Orła z gór ponownie przygotował Eliot Stannard, który pracował nad nim jesienią 1925 – opierając się na historii Fear o’ God, opisanej przez asystenta Michaela Balcona i dyrektora ds. wydawniczych w wytwórni Gainsborough Pictures, Charlesa Lapwortha. Zdaniem Johna Russella Taylora Lapworth w swojej historii jako miejsce akcji opisał góry w stanie Kentucky, lecz Balcon zdecydował się nagrywać w Tyrolu, ponieważ koproducentem filmu była Rzesza Niemiecka, a ponadto uważał, że widzowie nie dostrzegą żadnej różnicy między amerykańskim stanem a austriackim Tyrolem.
Alfred Hitchcock, mający już rozeznanie w sztuce montażu, został wysłany do Monachium, aby poszukiwać odpowiednich plenerów do nagrywania. Chcąc mieć stałą ekipę, ponownie zatrudnił operatora Gaetano di Ventimiglię, który w późniejszym czasie pracował z angielskim reżyserem przy realizacji Lokatora (1927). Według Petera Ackroyda zamiłowanie Hitchcocka do otaczania się znajomymi twarzami mogło wynikać z jego ogólnej nerwowości.

### Casting

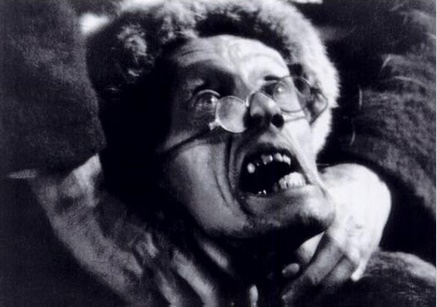
Bernhard Goetzke jako J.P. Pettigrew w scenie z filmu

Do głównej roli żeńskiej angaż otrzymała Amerykanka Nita Naldi, uchodząca za jedną z największych gwiazd epoki kina niemego, którą określano następczynią „egzotycznego wampa” Thedy Bary. W większości filmografii Hitchcocka błędnie wymieniano jej udział w Ogrodzie rozkoszy, poprzedniej produkcji reżysera. Międzynarodowy rozgłos zyskała kreacją Doñy Sol w dramacie romantycznym Krew na piasku (1922, reż. Fred Niblo) u boku Rudolpha Valentino. Jej wybór miał zapewnić filmowi odpowiednią dystrybucję w Stanach Zjednoczonych. Jak wspominał Hitchcock: „Podróżowała z ojcem, który wyglądał jak Earl Haig. Jej obcasy Louis SIV zaklinowały się na platformie. Pies na smyczy był długi i lśnił od szczotkowania. Pokojówka podążała za nią. To przypominało królewskość, której Niemcy nie widziały od pięciu lat. Ale myślałem o zwykłej Miss Kentucky w sukni bawełnianej oraz fartuchu. Musiałem stworzyć silną kobietę ze środkowo-zachodnich gór, która zamiast szminki posługiwała się pistoletem”. Naldi niechętnie zgadzała się na rezygnację z wysokich obcasów, długich paznokci, makijażu i uczesania. W ocenie reżysera „Nita walczyła jak lwica, by zachować wygląd, który przyczynił się do jej sławy”. Razem z Almą Reville udała się do lokalnych sklepów, w których zakupiły fartuchy – bawełniane, a nie jedwabne – i zwykłe sukienki zamiast satynowych. Za tydzień pracy otrzymywała wynagrodzenie w wysokości od 600 do 900 dolarów.
Jedynym niemieckim aktorem w obsadzie był Bernhard Goetzke, znany ze współpracy z reżyserem Fritzem Langiem, u którego wystąpił w takich produkcjach jak: ekspresjonistyczny tryptyk Zmęczona śmierć (1921), kryminał Doktor Mabuse (1922) i utrzymany w nurcie fantasy Nibelungi (1924). Orzeł z gór zapoczątkował również współpracę Malcolma Keena z Hitchcockiem. W późniejszym czasie aktor zagrał jeszcze w dwóch filmach reżysera – dreszczowcu kryminalnym Lokator i melodramacie Człowiek z wyspy (1929).

### Realizacja

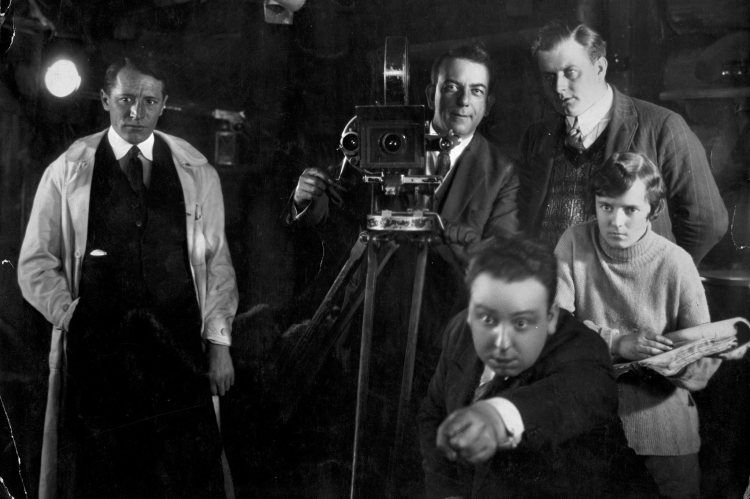
Ekipa filmowa i Alfred Hitchcock z Almą Reville (po prawej u dołu) w trakcie realizacji filmu Orzeł z gór

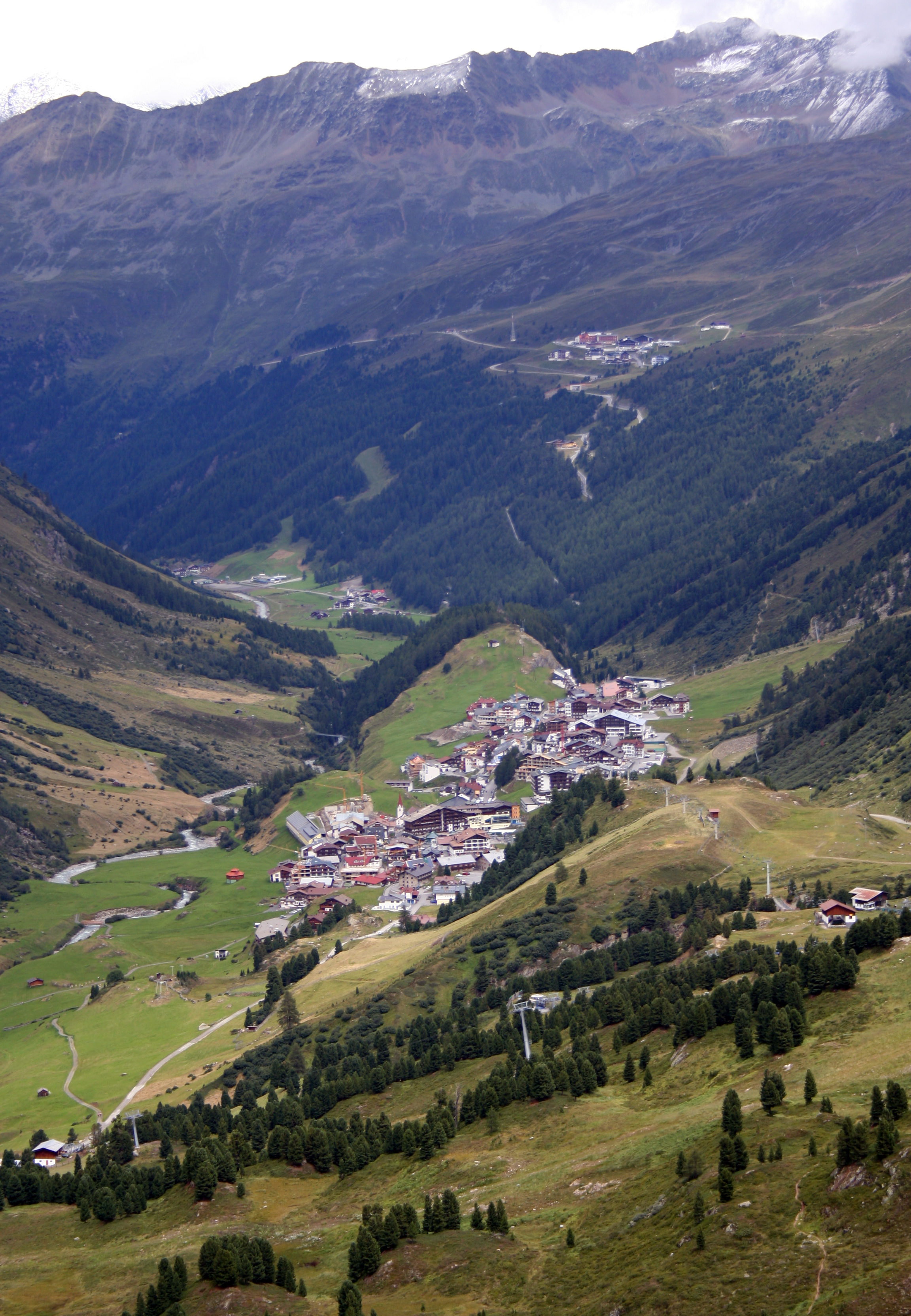
Obergurgl w Tyrolu, rejon, w którym nagrywano część ujęć plenerowych

Zdjęcia do Orła z gór zainaugurowano jesienią 1925 w Emelka Studios na przedmieściach Monachium, a jako plenery wykorzystano m.in. gminę Sölden w Tyrolu i alpejską dolinę Ötztal. Część ujęć nagrano w październiku w Obergurgl po tym, jak pocztówkę z tego miasta Hitchcock dostrzegł w jednym ze sklepów z pamiątkami w Monachium. Wbrew panującym opiniom, nie znaleziono żadnych dowodów świadczących o tym, że film był nagrywany w Stanach Zjednoczonych. Góry znajdujące się w stanie Kentucky imitowały austriackie Alpy. Pojawiały się też informacje, jakoby prace nad filmem odbywały się w Paryżu. Wewnętrzne ujęcia realizowano w monachijskim Orbis-Studio, gdzie scenograf Willy Reiber, autor londyńskich dekoracji do Ogrodu rozkoszy, zaprojektował i wybudował replikę górskiej wioski.
Realizacja filmu była problematyczna, głównie z uwagi na panujące złe warunki pogodowe i obfite opady śniegu, które znacząco utrudniały pracę na planie. W trakcie nagrywania Hitchcock doznał ataku mdłości i choroby wysokościowej, wskutek czego, według Donalda Spoto, był zmuszony powrócić z Obergurgl w Alpach Ötztalskich. Gdy ekipa przebywała w Obergurgl, miasteczko w ciągu jednej nocy zostało zasypane przez śnieg. Wtedy też ekipa przeniosła się do Umhausen. Kiedy wszystko było przygotowane do nagrywania, śnieg ponownie pokrzyżował plany realizacyjne. Po czterech dniach oczekiwania na polepszenie warunków pogodowych, Hitchcock wynajął czterech ludzi z miejscowej straży pożarnej, którzy za pomocą sikawek podjęli się zadania usunięcia zalegającego śniegu. W trakcie prac porządkowych ucierpiał jeden z dachów pobliskiego domu, który uległ zawaleniu. Lokalny burmistrz zażądał odszkodowania w wysokości szylinga, lecz Hitchcock wręczył poszkodowanej kobiecie 2 szylingi na pokrycie prac remontowych.
W trakcie nagrywana sceny, w której Beatrice (bohaterka kreowana przez Naldi) czyści karabin należący do jej męża Fultona, aktorka zemdlała w wyniku wyczerpania. Jak relacjonował Hitchcock: „Scena szła naprawdę dobrze, kiedy przekręciła pistolet w stronę okna, zobaczyłem, że się chwieje z boku na bok, porusza w górę i w dół. Kręciła się w kółko. Potem – bez żadnego słowa – Nita pochyliła się na bok i upadła na oślep. Podłoga była bardzo twarda. Została zbudowana na fundamencie z kamieni osadzonych w cemencie. Zanim kamera przestała kręcić, odzyskała przytomność. Podniosła się i chciała grać dalej, jednak zdecydowaliśmy się na zrobienie przerwy w tym dniu”.
Według współczesnych źródeł ekipa filmowa miała nieprzyjemne relacje z lokalnymi mieszkańcami; Hitchcock przyznawał później, że jego dolegliwości zdrowotne były powodowane wrażliwością na gardłowe dźwięki dialektu tyrolskiego (choć reżyser mówił po niemiecku, nie rozumiał lokalnego języka). Zdaniem Ackroyda Hitchcock w wyniku frustracji miał krzyczeć w stronę gór: „Niechbym nareszcie mógł się zwrócić do kogoś po angielsku!”. Praca wśród ludzi nie mówiących ojczystym językiem reżysera uniemożliwiała mu realizowanie w pełni tego, co zamierzał i ograniczała swobodę działania.
Z uwagi na problemy ze scenariuszem, który był ciągle zmieniany, i inne opóźnienia, okres zdjęciowy zakończył się w styczniu 1926, a nie jak pierwotnie zakładano, w święta 1925. Po zakończeniu produkcji, Hitchcock wraz z ekipą filmową powrócił statkiem rejsowym do Londynu, gdzie pracowano nad montażem Orła z gór. Reżyser wyrażał zadowolenie z gry aktorskiej Naldi, która w jego opinii była „wspaniała”.

## Odbiór

### Premiera kinowa i recenzje

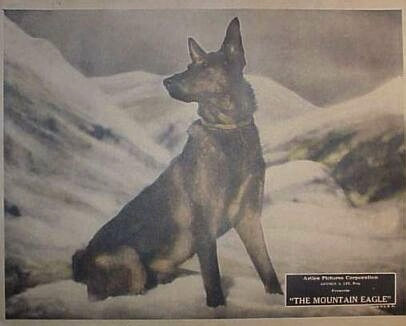
Oryginalny plakat filmu

Premierowy pokaz Orła z gór miał miejsce w Berlinie w maju 1926. Projekcja filmu dla kierownictwa studia i prasy odbyła się w październiku tego samego roku, lecz z uwagi na liczne krytyczne opinie odłożono go na półkę. 7 stycznia 1927 był wyświetlany w Passage Bioscoop w Amsterdamie w ramach tamtejszego Niemieckiego Festiwalu Filmowego. Z uwagi na niskie przychody w box offisie, decyzją C.M. Woolfa, Ogród rozkoszy (1925) i Orła z gór wycofano z kin. Premiera filmu w Wielkiej Brytanii odbyła się 23 maja 1927, po sukcesie komercyjnym Lokatora (1927). Pojawiają się rozbieżności dotyczące długości trwania Orła z gór. Na seansach w Londynie taśma mierzyła 7,503 stopy, podczas gdy w Stanach Zjednoczonych 5,302 stopy (współczesne opracowania długość filmu określają na 89 minut).
Film, dystrybuowany w Wielkiej Brytanii przez Woolf & Freedman Film Service, zebrał mieszane recenzje ze strony krytyków, co z kolei nie przełożyło się na sukces kasowy i komercyjny. „The Bioscope” pisał, że „mimo zręcznego, a momentami też błyskotliwego kierunku, historia ma atmosferę nierzeczywistości. Bernhard Goetzke daje świetny występ, Malcolm Keen jest godny podziwu, a Nita Naldi odnosi znaczący sukces. Wiele postaci dalszego planu jest świetnie prezentowanych i umiejętnie reżyserowanych. Są niezwykłe efekty świetlne i doskonałe zdjęcia Gaetano di Ventimiglia”. „Kinematograph Weekly” oceniał, że „całość była chaotyczna i mało przekonująca”, chwaląc m.in. „całkiem pomysłową” reżyserię Hitchcocka i grę aktorską. „Bernhard Goetzke jest naprawdę bardzo dobry jako Pettigrew, a z jego ekspresji można nieomal wyczytać ciąg myśli. Malcolm Keen także świetnie gra Johna Fultona, a Nita Naldi jest całkiem dobra, ale niezbyt sympatyczna jako Beatrice. Z kolei John Hamilton jest rzetelny w małej kreacji kalekiego Edwarda Pettigrewa”. W ocenie „Nottingham Evening Post” Orzeł z gór był „dramatyczną opowieścią o nieprzejednanym wyznaniu prostych górali – oko za oko”. Autor recenzji wyrażał pochlebną opinię występu Nity Naldi, podkreślając zmianę wizerunku aktorki. „Surrey Mirror and Country Post” pisał, że jest to „wielka, dramatyczna opowieść o miłości i nienawiści prostych górali”. Z kolei niemieccy recenzenci pomijali rolę Naldi, o której pisali jedynie, że jest Amerykanką oraz że wystąpiła w dramacie religijnym Dziesięcioro przykazań (1923, reż. Cecil B. DeMille). Hitchcock był przekonany, że po rozczarowującym przyjęciu Ogrodu rozkoszy i Orła z gór, jego kariera reżyserska wkrótce się skończy.
Zdaniem Ackroyda film – ukazujący takie motywy, jak molestowanie, bezprawne uwięzienie i zepsucie moralne – rozczarowywał. W ocenie Leonarda J. Leffa Orzeł z gór „nie wywarł dobrego wrażenia ani na dystrybutorze, ani na opinii publicznej”. Joseph Garncarz, wykładowca na wydziale kultury mediów i teatru Uniwersytetu Kolońskiego, podsumował m.in. przyjęcie filmu w Rzeszy Niemieckiej, pisząc: „Filmy Hitchcocka były niepopularne wśród niemieckiej publiczności, ponieważ były «zbyt angielskie» w swojej mentalności i obsadzie. Jednak większość niemieckich krytyków wysoko ceniła produkcje Hitchcocka, ponieważ uważali je za artystycznie interesujące i stylistycznie zainspirowane niemiecką tradycją filmową. Wszystkim niemieckim krytykom bardzo nie podobało się użycie napisów, które wyraźnie nie pasowały do aspiracji niemieckiego kina artystycznego”.
Podobnie jak inne wczesne filmy reżysera, Orzeł z gór był krytykowany m.in. za brak realizmu. Po latach Hitchcock uważał go za zwykły melodramat, który należałoby skazać na zapomnienie. W jego opinii był on „okropny” i „bardzo zły”. Wyrażał także zadowolenie z powodu niezachowania się żadnych kopii.

## Dalsze losy filmu
| „Spośród wszystkich najbardziej «poszukiwanych» i brakujących filmów, Orzeł z gór jest jedynym zaginionym obrazem Hitchcocka jako reżysera, a więc jest czymś w rodzaju Świętego Graala dla historyków filmowych.”– Brytyjski Instytut Filmowy |

Wszystkie taśmy Orła z gór zaginęły jeszcze pod koniec lat 20. XX wieku i w efekcie jest to jedyny film fabularny w reżyserii Hitchcocka, uznawany współcześnie za zaginiony. Niektórzy przypuszczali, że kopie mogły ulec zniszczeniu z powodu wysoce łatwopalnego podłoża taśmy filmowej (nitroceluloza). Sześć ocalałych fotosów z filmu zaprezentowano w książce z 1966, którą napisał François Truffaut. Od tej pory odnaleziono więcej fotografii, z których wiele zamieszczono w książce autorstwa Dana Auilera. Johannes Köck – pełniący funkcję kierownika tyrolskiej komisji filmowej CineTirol, od czasu obchodów setnej rocznicy urodzin reżysera (1999), był aktywnie zaangażowany w poszukiwanie filmu. „Gdziekolwiek jestem na świecie i rozmawiam z ludźmi z branży filmowej, zawsze apeluję do nich, aby poszli i zajrzeli do swoich piwnic, na strych i jeśli coś znajdą, niech dzwonią do mnie o każdej porze dnia i nocy” – wspominał. Udał się on też do Los Angeles w Kalifornii, gdzie odnalazł notesy Hitchcocka, w których reżyser szczegółowo opisał swoją wyczerpującą podróż z Monachium do Obergurgl w Tyrolu, najpierw pociągiem, potem konno i wózkiem, a na końcu pieszo. Orzeł z gór znajduje się na szczycie sporządzonej przez CineTirol listy „najbardziej poszukiwanych filmów świata”.

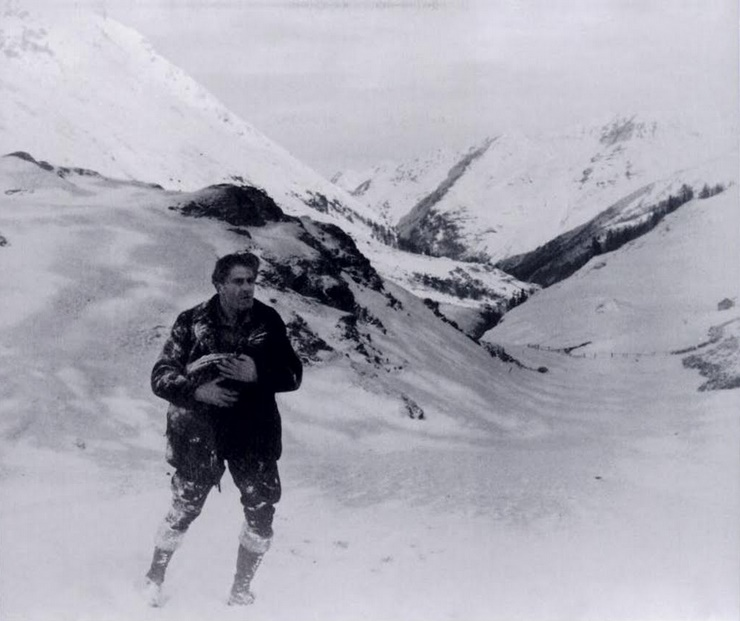
Keen w kadrze z filmu. Jest to jeden z kilku zachowanych do czasów dzisiejszych fotosów Orła z gór

W 2012 w archiwum należącym do jednego z przyjaciół Hitchcocka odnaleziono 24 fotografie pochodzące nie z samego filmu, lecz z planu dokumentującego prace nad nim. Zdjęcia te wystawiono na licytacji w Los Angeles, gdzie sprzedano je za sumę 6 tys. dolarów. Na przestrzeni dekad powstało wiele teorii na temat tego, gdzie taśmy mogą być przechowywane. Wymieniano m.in. Nową Zelandię, która w latach 20. XX wieku była ostatnim celem globalnej dystrybucji filmowej, oraz Rosję, do której film mógł trafić jako łup wojenny.
Orzeł z gór jest także poszukiwany przez Brytyjski Instytut Filmowy (BFI), dla którego jego odnalezienie jest jednym z priorytetów.